# Fruesko (art)
Fruesko (Cypripedium calceolus) er en 15-50 cm høj orkidé, der vokser i lys skov eller på skrænter. Den er i Danmark kun kendt fra Himmerland.

## Beskrivelse
Fruesko er en flerårig urt med en opret vækst. Bladene danner først en grundstillet roset, men derpå skyder den oprette stængel til vejrs. Den er rund i tværsnit og let behåret, og den bærer 3-5 spredtstillede og stængelomfattende blade. De er hele og bredt elliptiske med tydelige, buede bladribber og hel rand. Begge bladsider er lysegrønne, men undersiden er beklædt med et vatagtigt hårlag.
Blomstringen sker i maj-juni, hvor man finder 1-2 (under meget gunstige betingelser helt op til 4) endestillede blomster. De er stærkt uregelmæssige og 3-tallige. Yderst findes fire blosterblade, som er purpurrøde til brune, forvredne og smalle med lang spids. Den store, gule læbe er dannet af et enkelt, indre blosterblad, og den er krummet opad-indad, så den danner en ”bredsnudet sko”. Frugten er en kapsel med 6 langsgående åbninger ind til de mange, meget små frø.
Rodnettet består af en kort jordstængel og nogle grove rødder. Planten er afhængig af mykorrhiza med én eller flere svampearter. De første fire år snylter planten på svampen og har ingen blade. Derefter dannes det første blad, og i de følgende år kommer der flere og flere blade, indtil stænglen og blomsterne dannes.
Højde x bredde og årlig tilvækst: 0,50 x 0,25 m (50 x 25 cm/år).

## Voksested
Fruesko er udbredt i Sibirien, Østasien og Europa, herunder også i Danmark, hvor den kun er kendt fra Himmerland. Den er tilpasset fugtige og lysåbne eller let skyggede voksesteder med en kalkholdig og ret næringsfattig jord.
I nationalparken Plitvice Søerne (20 km nordvest for Bihać i Bosnien og 110 km syd for Zagreb i Kroatien) findes arten i skovenge på en undergrund af dolomitkalk sammen med bl.a. Acer obtusatum (en art af løn), alm. humlebøg, parykbusk, balkandafne, brandlilje, Cardamine chelidonia (en art af springklap), karnisk lilje, storbladet pæon, tungeblad og wulfenaurikel.
| Portal | Portal:Botanik |

## Note
1. ↑  Rankou, H. & Bilz, M. (2014). Cypripedium calceolus Arkiveret 25. september 2020 hos  Wayback Machine. The IUCN Red List of Threatened Species 2011. Hentet 20. januar 2020.
2. ↑  Wind, P. (2019), "Karplanter",  i Moeslund, J.E. m.fl. (red.), Den danske Rødliste 2019, Aarhus Universitet, DCE – Nationalt Center for Miljø og Energi, hentet 20. januar 2020
3. ↑  Signe Frederiksen et al., Dansk flora, 2. udgave, Gyldendal 2012. ISBN 8702112191.
4. ↑  Mark McGinley (red.): Plitvice Lakes National Park, Croatia Arkiveret 29. november 2009 hos  Wayback Machine (engelsk)